# テクノブレガ
テクノブレガ（Tecno brega） はチージーテクノ (Cheesy Techno) とも呼ばれる、北ブラジル ベレンから発生した音楽のジャンルとそのビジネスモデルの形態の事を指す。
テクノブレガは主に80年代ポップス音源をリミックスして作られるというその製作スタイルと、販売方法に特色が見られる。

## 製作スタイル
リミックス作業を主とするテクノブレガ音源の製作は、多くの場合しごく簡単ななスタジオ（単なる空き部屋やベッドルームの場合すらある）でプロデューサーによって製作されている。

## 販売方法
既存のCDの販売と比較すると、テクノブレガはその販売方法に特色がある。
CDは店頭で販売されその売上を収益とするが、テクノブレガの場合CD一枚平均1.5$という安値で路上で販売されるためCDそのものの売上は大きな収益には繋がらない。
販売を請け負う露天商はコピーを量産し、CDを商品としてではなくサウンドシステムパーティーと呼ばれる大規模なレゲエイベントや大型レイブへの誘導を目的とした広告として安価で販売する事で、イベント会場での入場料や物販で収益を得ようとするビジネスモデルである。

## サウンドシステムパーティー
最新の音響機器を使用した大型イベントで、12,000人から15,000人の集客がある。ライブパフォーマンスが終わるごとにCDや
DVDが販売されるため制作者の収益が確保される仕組みになっている。